# Dysmathia cindra
Dysmathia cindra is een vlindersoort uit de familie van de prachtvlinders (Riodinidae), onderfamilie Riodininae.
Dysmathia cindra werd in 1887 beschreven door Staudingerl.